# Gilletellus
Gilletellus là một chi bọ cánh cứng thuộc họ Scarabaeidae.